# TOKIO LIVE 1997 + SPECIAL BONUS TRACK 1998
『TOKIO LIVE 1997 + SPECIAL BONUS TRACK 1998』（トキオ・ライブ 1997 プラス スペシャル・ボーナス・トラック 1998）は、TOKIOのライブ･ビデオ。1998年4月1日に発売された。

## 概要
前作から約2年ぶりに発売されたライブ・ビデオであり、1997年8月14日から9月28日にかけて行われたコンサート・ツアー『TOKIO SUMMER CONCERT 夏まつり』の東京国際フォーラム ホールAでの公演に加え、1997年12月20日から1998年1月7日にかけて行われたコンサート・ツアー『TOKIO WINTER CONCERT BOYS & GIRLS 〜この指とまれ!〜』の名古屋センチュリーホールの公演と東京宝塚劇場の公演が収録された。
当初は、1998年11月21日にDVDが発売される予定だったが延期され、現在もDVD化される予定はない。

## 収録曲
1. STAND ME UP! 作詞:安藤芳彦、作曲:Y.MAKAINO
2. Don't Stop Makin' Love 作詞:安藤芳彦、作曲:Y.MAKAINO
3. <メドレー>
  - Everybody Can Do! 作詞:山本成美、作曲:秋元直也
  - Magic Channel 作詞:ナガハタセンジ・山田ひろし、作曲:ナガハタセンジ
  - Zettai! 作詞:朝水彼方、作曲:西脇辰弥
4. 奇蹟のラピス 作詞:高橋一也、作曲:田中厚
男闘呼組のカバー。城島と山口がボーカル、国分がピアノで演奏している。
5. Angel 作詞:井上望、作曲:MASAKI
演奏している映像とダンス・コーナーの映像が交互に流れる。
6. <メドレー>
  - ありがとう…勇気 作詞:赤坂泰彦、作曲:久保田利伸
  - LOVE YOU ONLY 作詞:工藤哲雄、作曲:都志見隆
  - 好きさ〜Ticket To Love〜 作詞:工藤哲雄、作曲:都志見隆
  - ハートを磨くっきゃない 作詞:芹沢類、作曲:芹澤廣明
  - うわさのキッス 作詞:工藤哲雄、作曲:都志見隆
7. フラれて元気 作詞:和気優、作曲:神郡健
8. 未来派センス 作詞:朝水彼方、作曲:西脇辰弥
9. Julia 作詞・作曲:ジョー・リノイエ
国分が読売テレビ･日本テレビ系列放送のドラマ『せいぎのみかた』の坂本淳平に扮して登場している。
10. 19時のニュース 作詞:朝水彼方、作曲:西脇辰弥
11. Knockin' On Heaven's Door 作詞・作曲:Bob Dylan
シャッフルバンドであるアソビゴコロによる演奏である。
12. White X'mas Eve 作詞:工藤哲雄、作曲:都志見隆
1997年12月23日の名古屋センチュリーホールでの映像。メンバーがアカペラで歌っている。
13. 風になって 作詞:工藤哲雄、作曲:白井良明
1998年1月6日の東京宝塚劇場での映像。楽器は演奏せず、メンバー全員で歌っている。